# Molomea virescens
Molomea virescens är en insektsart som först beskrevs av William Lucas Distant 1908.  Molomea virescens ingår i släktet Molomea och familjen dvärgstritar. Inga underarter finns listade i Catalogue of Life.